# ووهلدار
ووهلدار (به اوکراینی: Вугледа́р) شهری در استان دونتسک در کشور اوکراین است. جمعیت این شهر ۱۴,۴۳۲ نفر (۲۰۲۱ تخمینی) است.